# تاج مملكة بولندا
تاج مملكة بولندا (بالبولندية: Korona Królestwa Polskiego، وباللاتينية: Corona Regni Poloniae)، والمعروف باسم التاج البولندي، هو الاسم الشائع للممتلكات الإقليمية التاريخية في العصور الوسطى المتأخرة من بولندا، بما في ذلك أرض بولندا الأصلية. كان التاج البولندي على رأس الكومنولث البولندي الليتواني من عام 1569 إلى عام 1795.

## الأحداث السياسية الكبرى
يعود تاريخ مملكة بولندا إلى عام 966 عندما انضم ميشكو الأول ومملكته الوثنية السلافية إلى أوروبا المسيحية (تعميد بولندا)، توج هذا التعميد عملية إنشاء دولة بولندا التي بدأها أجداده من سلالة بولان بياست. أصبح ابنه الأكبر، وخليفته، الأمير بوليسلاف الأول شروبري، دوق بولندا، أول ملك لبولندا في عام 1025.

### اتحاد كريفو
كان اتحاد كريفو (بالبولندية: unia w Krewie؛ بالليتوانية: Krėvos sutartis) عبارة عن مجموعة من اتفاقات ما قبل الزواج المبرمة في قلعة كريفا في 13 أغسطس 1385. بمجرد تأكيد يوغيلا اتفاقات ما قبل الزواج في 14 أغسطس 1385، شكلت بولندا وليتوانيا الاتحاد الشخصي. تضمنت الاتفاقيات اعتماد المسيحية، وإعادة الأراضي «المسروقة» من بولندا من قبل جيرانها، واعتُمد كون ليتوانيا وبولندا وروسيا أراضي للتاج بشكل دائم الشرطَ الذي شكل الاتحاد الشخصي. بعد تعميده في كاتدرائية فافل في كراكوف في 15 فبراير 1386، بدأ جوغيلا في استخدام اسم فلاديسلاف رسميًا. بعد ثلاثة أيام من معموديته، تزوجت جادويغا من «واديزو الثاني جاجيو».

### اتحاد لوبلين
أُنشئت دولة واحدة من الكومنولث البولندي الليتواني في 1 يوليو 1569 مع اتحاد حقيقي بين تاج بولندا ودوقية ليتوانيا. قبل ذلك، كان هناك اتحاد شخصي فقط بين تاج مملكة بولندا ودوقية ليتوانيا الكبرى. وقد جعل اتحاد لوبلين التاج الملكي قائمًا على الانتخاب. انتهت سلالة ياغيلون الملكية عندما انتُخب هنري دي فالوا في 16 مايو 1573 ملكًا.
في 30 مايو 1574، بعد شهرين من تتويج هنري دي فالوا ملكًا لبولندا ودوقا لليتوانيا في 22 فبراير 1574، جُعِل ملكًا على فرنسا، وتُوّج رسميًا في فبراير 1575. وغادر عرش التاج في 12 مايو 1575، بعد شهرين من تتويجه ملكًا لفرنسا. انتُخبت آنا ججلون بعده.

### دستور 1791
يُعد دستور 3 مايو 1791 ثاني أقدم دستور وطني مدون في التاريخ، وأقدم دستور وطني مدون في أوروبا؛ الأقدم منه هو دستور الولايات المتحدة. كان يطلق عليه اسم «صياغة قانون الحكومة». بدأ في 6 أكتوبر 1788 واستمر 32 شهرًا. كان ستانيسواف أغسطس بونياتوفسكي هو المؤلف الرئيسي للدستور، وأراد من التاج أن يكون ملكية دستورية، على غرار الملكية في بريطانيا العظمى. في 3 مايو 1791، انعقد مجلس النواب (السَيم) الكبير، وقرأوا واعتمدوا الدستور الجديد. وحرموا البرجوازية، وقسموا الحكومة إلى ثلاثة فروع، وألغوا حق النقض (الفيتو)، وأوقفوا انتهاكات «جلسة ريبنين».
جعل هذا الدستور بولندا ملكية دستورية وعين الملك كرئيس للسلطة التنفيذية، مجلس الوزراء (حراس القوانين). كانت السلطة التشريعية مؤلفة من مجلسين: مجلس النواب (السَيم) المنتخب ومجلس الشيوخ المعين؛ كان للملك القدرة على قطع العلاقات في مجلس الشيوخ، كان رئيس مجلس النواب يسمى بالمارشال. أُصلحت محكمة التاج، وهي أعلى محكمة استئناف في أراضي التاج. ينتخب مجلس النواب قضاتهم لمحكمة سيج (محكمة التاج البرلمانية) من نوابهم.
أغضب قانون الحكومة كاترين الثانية التي اعتقدت أن بولندا تحتاج إلى إذن من الإمبراطورية الروسية لأي إصلاح سياسي؛ وصرحت بأن بولندا قد وقعت ضحية المذهب السياسي اليعقوبي المتطرف الذي كان بارزًا في فرنسا في ذلك الوقت. غزت روسيا الكومنولث في 1792. كان الدستور ساري المفعول لمدة تقل عن 19 شهرًا؛ ألغت جلسة النواب الأخيرة العمل به.

## السياسة

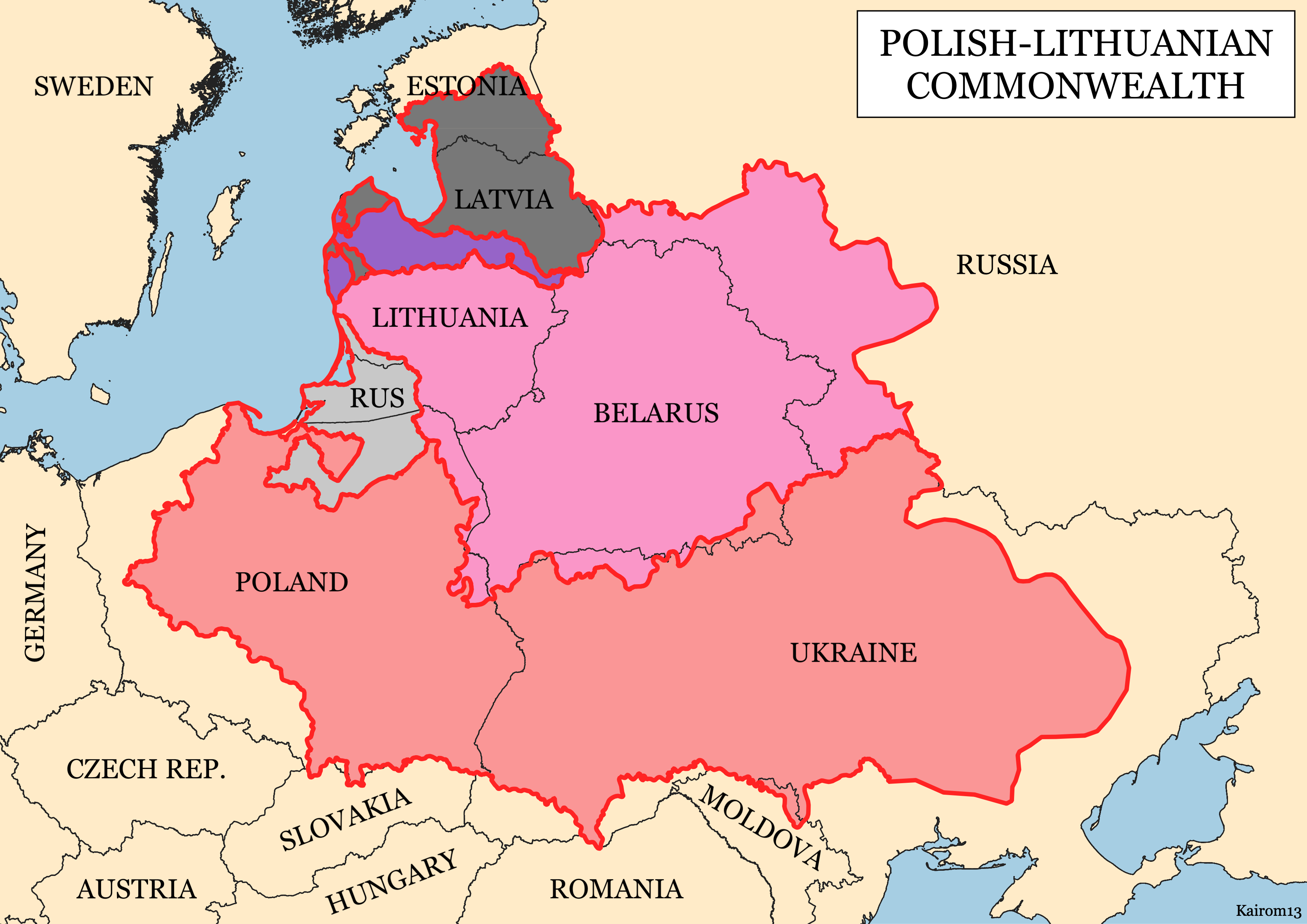
حدود تاج بولندا

كان إنشاء تاج مملكة بولندا علامة فارقة في تطور الدولة البولندية والهوية الأوروبية. مُثّل مفهوم المملكة البولندية (الأمة) على أنه شيء منفصل عن شخص الملك. حوّل هذا المفهوم الحكومة البولندية من ملكية ميراثية (ملكية وراثية) إلى «ملكية شبه دستورية» حيث كانت السلطة تكمن في طبقة النبلاء ورجال الدين و (إلى بعض المدى) الطبقة العاملة، ويشار إليها أيضًا باسم «الملكية الانتخابية».
كان مفهوم («الكومنولث») أحد المفاهيم ذات الصلة التي تطورت بعد ذلك بفترة وجيزة، والذي كان اسمًا بديلاً للتاج للدولة البولندية بعد معاهدة لوبلان في عام 1569. كان تاج مملكة بولندا مرتبطًا أيضًا برموز أخرى لبولندا، مثل العاصمة كراكوف، وشعار بولندا وعلم بولندا.

### جغرافيا
كانت لمفهوم التاج أيضًا جوانبُ جغرافية، خاصة فيما يتعلق بعدم تجزئة أراضي التاج البولندي. يمكن اعتبار هذه الأراضي كوحدة تقسيم إداري، شكلت الأراضي الخاضعة للإدارة المباشرة للدولة البولندية من العصور الوسطى إلى أواخر القرن الثامن عشر (حاليًا جزءًا من بولندا وأوكرانيا وبعض المقاطعات الحدودية لروسيا وبيلاروس ومولدوفا وسلوفاكيا، ورومانيا، من بين أمور أخرى) جزءًا من مملكة بولندا المبكرة، ثم الكومنولث البولندي الليتواني حتى انهياره النهائي في عام 1795.
في الوقت نفسه، أعطى التاج إلى جميع الأراضي التي تسيطر عليها الدولة البولندية (وليس الملك) أحقية في الحكم الذاتي بما في ذلك تلك التي لم تكن داخل الحدود البولندية.
يميز هذا المصطلح تلك المناطق التي تم توحيدها مع دوقية ليتوانيا الكبرى عن المناطق الإقطاعية (التي تتمتع بدرجات متفاوتة من الاستقلال الذاتي أو شبه الاستقلال عن الملك)، مثل دوقية بروسيا ودوقية كورلاند.
قبل اتحاد لوبلين عام 1569، كانت تسمية أراضي التاج تُطلق على أراضي بولندا التي يسكنها البولنديون، أو غيرها من المناطق الخاضعة لسيادة النبلاء البولنديين (الشلاختا). مع بداية اتحاد لوبلين، كانت معظم أوكرانيا الحالية (التي كان من ضمن سكانها عدد قليل من البولنديين وكانت تحت حكم دوقية ليتوانيا حتى ذلك الحين) قد انتقلت إلى الإدارة البولندية، وبذلك أصبحت إقليمًا خاضعًا للتاج.
خلال تلك الفترة، كان المصطلح الخاص بالبولندي الساكن في أحد أقاليم التاج هو كورونيارز ((koroniarz أي التاجي في إشارة إلى ساكني أراضي التاج.
اعتمادًا على السياق، قد يشير مصطلح «التاج البولندي» أيضًا إلى «التاج»، والأخير هو مصطلح يستخدم للتمييز بين النفوذ الشخصي والأصول الخاصة لملك الكومنولث الحالي وبين سلطة وملكية الحكومة. وغالبًا ما كان يعني التمييز بين الأشخاص الموالين للملك المنتخب (الملكيين) والأشخاص الموالين للنبلاء الأرستقراطيين البولنديين (الكونفدراليين).

## المحافظات
قُسمت أراضي التاج إلى مقاطعتين: بولندا الصغرى (بالبولندية: Małopolska) وبولندا الكبرى (بالبولندية: Wielkopolska). كما قسمت هذه الوحدات أيضًا إلى وحدات إدارية أصغر وهي المقاطعات.